# Stepan Topal

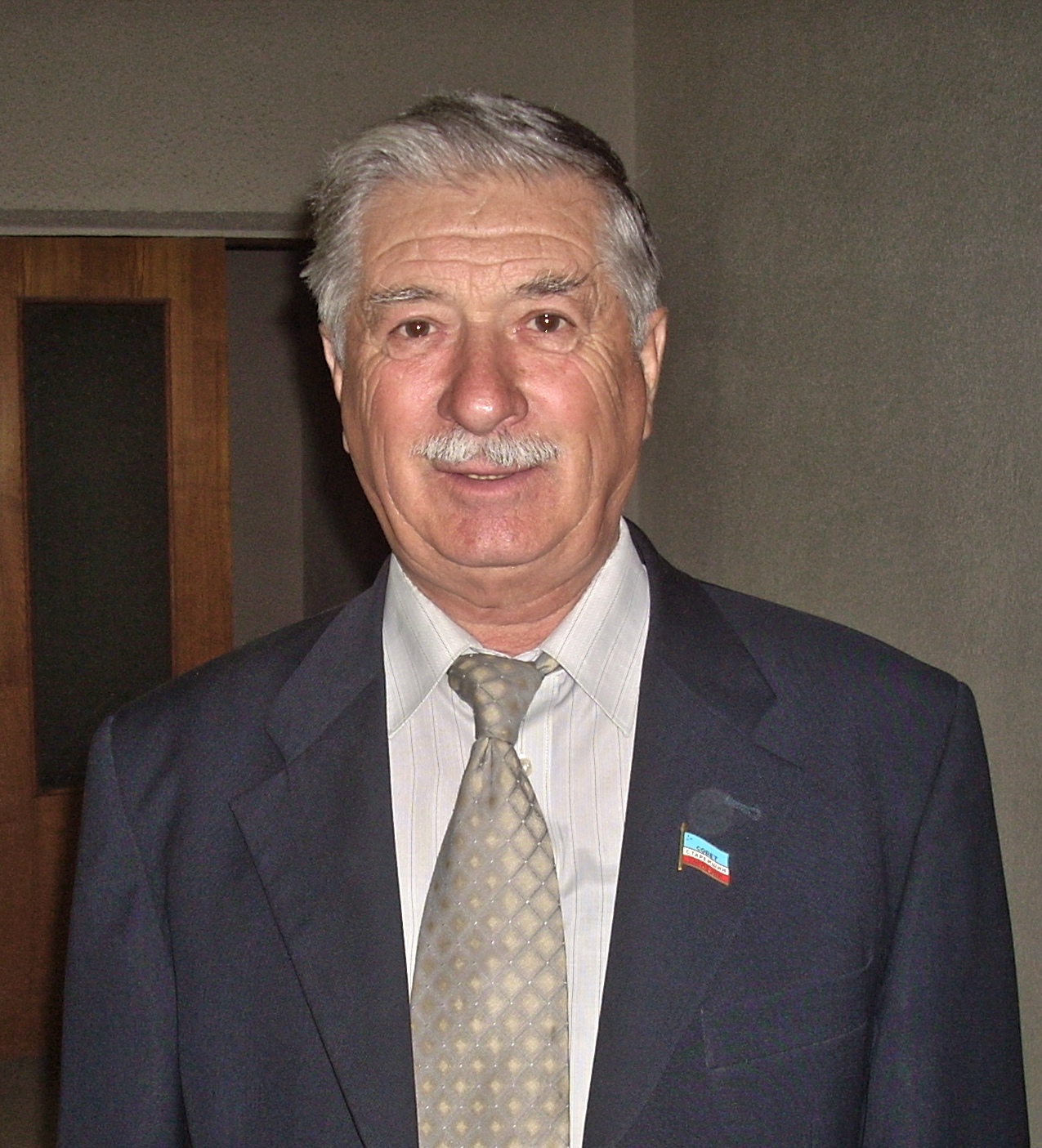
Stepan Topal, 2011

Stepan Michailowitsch Topal (russisch Степан Михайлович Топал; * 18. Januar 1938; † 29. September 2018) war ein Politiker des autonomen Gebietes Gagausien in der Republik Moldau.
Der heutige autonome Status seiner Heimatregion geht maßgeblich auf Topals Wirken zurück. Als die Sowjetunion zerfiel, spaltete sich Gagausien 1990 unter seiner Führung zunächst von der Republik Moldau ab, wurde aber vier Jahre später, ebenfalls unter seiner Federführung, wieder friedlich in Moldau eingegliedert, nachdem der Region zuvor umfangreiche Sonderrechte garantiert worden waren.

## Leben
Der 1938 geborene Stepan Topal entstammte der Ethnie der Gagausen, einem christlichen Turkvolk, deren Siedlungsgebiet, die Region Gagausien, im heutigen Moldau liegt. Der studierte Bauingenieur war zur Zeit der Sowjetunion in der Kommunistischen Partei aktiv.
Als die Sowjetunion ab Ende der 1980er-Jahre immer stärkere Zerfallserscheinungen zeigte, entstand in der moldauischen Teilrepublik eine an Rumänien angelehnte Nationalbewegung. Es kam zu einem starken Anstieg minderheitenfeindlicher und nationalistischer Tendenzen in ganz Moldau; 1989 wurde Russisch als zweite Amtssprache abgeschafft, 1990 übernahm die nationalistische Partei Frontul Popular din Moldova nach Wahlen endgültig die Macht. Sie versuchte einen schnellen Austritt aus der Sowjetunion, eine kulturelle Rumänisierung sowie einen eventuellen Anschluss des Landes an Rumänien zu erreichen.
Minderheiten wie Russen, Ukrainer, Bulgaren und Gagausen sowie Teile der moldauischen Bevölkerung standen der neuen, nationalistischen Politik ablehnend gegenüber und sahen ihre Rechte als bedroht an. Darüber hinaus waren Minderheiten meist auf einige wenige Regionen Moldaus konzentriert, in denen sie dafür aber die Mehrheit stellten. Dazu gehörten insbesondere der Ostteil des Landes, Transnistrien, die Stadt Bălți, die Region Taraclia sowie Gagausien. Es bildeten sich Bürgerrechtsgruppen, die eine Wiedereinführung des Russischen als Amtssprache forderten und es kam zu Demonstrationen und Streiks.
In Gagausien stellte sich Stepan Topal an die Spitze einer Protestbewegung, die erst mehr Autonomie für die Region forderte, später die vollständige Unabhängigkeit des Landes von der Republik Moldau. Im Herbst 1990 wurde in der heutigen gagausischen Hauptstadt Comrat die Gagausische Sozialistische Sowjetrepublik ausgerufen, die zunächst versuchte, sich von Moldau loszulösen, aber als eigene Sowjetrepublik in der Sowjetunion zu verbleiben. Am 31. Oktober 1990 wurde Stepan Topal zum Vorsitzenden des Obersten Sowjets Gagausiens, also dessen Regierungschef, gewählt.
Als sich die Sowjetunion Ende 1991 endgültig auflöste, benannte sich dieser De-facto-Staat in Republik Gagausien um und versuchte nun die vollständige Unabhängigkeit als eigenständiger Staat durchzusetzen. Topal wurde am 1. Dezember erster Präsident Gagausiens (gagausisch Başkan). Im selben Monat wurde in Transnistrien, das sich ebenfalls von Moldau abgespalten hatte, Igor Smirnow zum Präsidenten gewählt.
Da Gagausiens Unabhängigkeit jedoch international nicht anerkannt wurde und in Moldau inzwischen moderatere politische Strömungen regierten, kam es ab 1994 zu Verhandlungen zwischen den Regierungen Gagausiens und Moldaus. Moldau arbeitete eine neue Verfassung aus, die eine weitreichende Autonomie für Gagausien garantierte, unter anderem mit eigener Regierung und Gagausisch und Russisch als regionalen Amtssprachen. Nachdem das moldauische Parlament diese Änderungen abgesegnet hatte, stimmte die gagausische Regierung um Stepan Topal einer Rückkehr Gagausiens zu Moldau zu. Diese wurde im Dezember 1994 bestätigt.
Im Mai 1995 kam es zu neuen Präsidentschaftswahlen in Gagausien, in denen Topal gegen Georgiy Tabunşçik verlor. Am 19. Juni 1995 übergab er die Amtsgeschäfte an seinen Nachfolger.
Nach seiner Abwahl war er weiterhin politisch aktiv und kandidierte 2002 noch einmal erfolglos bei den gagausischen Präsidentschaftswahlen. Ab 2010 war er im Ältestenrat der Region aktiv.